# Erycibe myriantha
Erycibe myriantha là một loài thực vật có hoa trong họ Bìm bìm. Loài này được Merr. mô tả khoa học đầu tiên năm 1934.